# Bettina Aptheker
Bettina Fay Aptheker (Fort Bragg, 13 de setembre de 1944) és una activista política feminista radical, professora i escriptora estatunidenca. Aptheker participà en els moviments socials en favors dels drets civils i en contra la guerra dels anys 1960 i 1970, i treballa en el desenvolupament d'estudis feministes des de finals dels 70.

## Biografia

### Primers anys i educació
Aptheker va néixer a Fort Bragg, Carolina del Nord, en una família jueva, Fay Philippa Aptheker i Herbert Aptheker, cosins germans que s'havien casat a Brooklyn. Tots dos progenitors eren activistes polítics; la seva mare, que havia estat casada abans i tenia 10 anys més edat que el seu marit, era una organitzadora sindical. El seu pare era historiador marxista, i el seu primer llibre sobre les revoltes esclaves va revocar concepcions anteriors sobre esclaus africans americans. Va ser una figura important per canviar l'escriptura de la història afroamericana. Es va criar a Brooklyn, Nova York, on havien crescut els seus pares jueus, fills d'immigrants. El seu primer treball com a adolescent va ser a la llar de W.E.B. Du Bois, que era un bon amic del seu pare.
Aptheker obté el títol de llicenciada a la Universitat de Califòrnia a Berkeley. Com a activista del Club Du Bois de USA del Partit Comunista dels Estats Units, va ser una líder del moviment de llibertat d'expressió de Berkeley durant la tardor de 1964.
Deu anys més tard, es va retirar parcialment de l'activisme polític i va tornar a l'acadèmia per a realitzar treballs de postgrau. El 1976, es va llicenciar en comunicacions a la Universitat Estatal de San José i va començar a ensenyar allà.

### Carrera política
Aptheker va ser una delegada de la convenció fundadora dels W.E.B. DuBois Clubs de juny de 1964, una organització juvenil patrocinada pel Partit Comunista dels Estats Units d'Amèrica, celebrada a San Francisco.
Va fer créixer la seva influència per formar membre del comitè nacional del Partit Comunista dels Estats Units d'Amèrica. Va ser recordada pel líder del partit de Califòrnia, Dorothy Healey, en les seves memòries de 1990 com "una de les joves més animades que van créixer al seu partit en els anys seixanta i també un dels éssers humans més càlids que he conegut".
El 1968, la invasió soviètica de Txecoslovàquia va dividir el lideratge de 120 membres del PC dels EUA. Tots menys tres del Comitè Nacional, encapçalats pel líder del partit, Gus Hall, van donar suport a la intervenció dels tancs soviètics. Una reunió del Comitè Nacional celebrada durant el cap de setmana del Dia del Treball va recolzar Hall per un marge de cinc a un. Bettina Aptheker va denunciar la invasió als assumptes interns txecoslovacs, però va votar amb la minoria; es va oposar al seu pare Herbert Aptheker sobre aquest tema. Un dels intel·lectuals principals del PC dels EUA, ell i la majoria dels seus líders havien defensat la intervenció soviètica a Hongria l'any 1956.
Durant la dècada de 1970, Aptheker va treballar per a la defensa del judici contra Angela Davis, una amiga de feia molt temps i membre del Partit Comunista acusada de participar en l'intent de fuga de la presó de George Jackson. També va escriure un llibre sobre el judici, que va ser publicat el 1974. El 1977, es va associar a l'Institut de les Dones per a la Llibertat de Premsa (WIFP). WIFP és una organització estatunidenca d'edició sense ànim de lucre. L'organització treballa per augmentar la comunicació entre dones i connectar-se al públic amb mitjans portats per dones.

### Carrera acadèmica
Després d'acabar el màster, Aptheker va ensenyar estudis afroamericans i de dones a la Universitat Estatal de San José. A principis dels vuitanta, va completar un doctorat en el programa Història de la Consciència a la Universitat de Califòrnia, a Santa Cruz. Des de 1980, ha impartit classes al departament d'Estudis Feministes.

### Matrimoni i família
El 1965, Aptheker es va casar amb el seu company estudiant Jack Kurzweil, que també era activista comunista. Es van divorciar el 1978 després de tenir dos fills junts. Des d'octubre de 1979, Aptheker ha estat amb Kate Miller, el seu company de vida. Tenen tres fills entre ells (cada dona tenia fills en el seu primer matrimoni).

## Sobre el seu pare
En la seva memòria, Intimate Politics (2006), va escriure sobre com va ser créixer en una llar d'esquerres, cosa que la va fer ser coneguda com a "Nadó de bolquers vermells". El seu activisme va ser fortament influenciat pel dels seus pares. També va fer un comentari sobre la beca del seu pare. A més del seu compromís amb la causa de la justícia per als afroamericans, creia que el seu pare celebrava la resistència negra sota esclavitud com un intent "de compensar la seva profunda vergonya pel que fa al camí, ell creia, que havien seguit els jueus durant l'Holocaust".
Les seves memòries van informar que el seu pare la abusava sexualment quan tenia entre 3 i 13 anys. En una columna d'opinió escrita després que el seu llibre fos revisat, Aptheker va dir que abans havia guardat silenci per protegir la seva família. Les memòries van començar a sorgir el 1999, després de la mort de la seva mare i quan va començar a escriure les memòries. Quan el pare li va preguntar: "Alguna vegada et vaig fer mal quan eres una nena?," ella va respondre «sí» i va explicar els efectes emocionals del seu tractament. Va expressar l'angoixa i la tristesa, i finalment es van reconciliar. Amb l'assessorament, va trobar que havia sofert dissociació quan era jove, ja que en aquella època la seva família estava molt estressada durant els anys de McCarthy. Bettina Aptheker va destacar la seva compassió pel seu pare.

La seva revelació va generar una considerable controvèrsia a la comunitat acadèmica a causa de la seva grandària com a intel·lectual i comunista. Es van publicar nombroses cartes en la Crònica d'Educació Superior, que havia revisat el seu llibre i en la Xarxa de Notícies d'Història de la Universitat George Mason. Alguns historiadors es van preguntar com aquesta notícia afectava les percepcions de les persones sobre l'obra de Herbert Aptheker. Uns altres van qüestionar la credibilitat de Bettina Aptheker. L'historiador Mark Rosenzweig va escriure: "La veritat sobre Herbert i Bettina és inaccessible per a nosaltres". L'historiador Jesse Lemisch va escriure en el seu segon assaig sobre la controvèrsia, "Shhh! No parleu d'Herbert Aptheker": 
 ... un silenci públic en general pels antics d'esquerres en resposta a l'informe de l'abús sexual d'Herbert Aptheker a la seva filla, Bettina, podria escriure un altre capítol en l'estranya història del comunisme americà. Els companys del nadó vermell i molts ex comunistes semblen voler escombrar-ho sota la catifa […] com si mai hi hagués hagut un moviment d'alliberament femení, i com si mai no s'hagués ocorregut a ningú que hi pogués haver una connexió entre la vida personal i la política...
 La polèmica va continuar durant mesos. El novembre de 2007, l'historiador Christopher Phelps va publicar una ressenya. Incloïa els resultats d'una entrevista amb Kate Miller, que havia estat present durant la conversa de 1999 d'Aptheker amb el seu pare sobre l'abús i confirmava la seva versió.

## Obres

### Llibres
- Big Business and the American University, Nova York: New Outlook Publishers, 1966.
- Columbia Inc., Nova York: W.E.B. DuBois Clubs of America, maig 1968.
- Racism and Reaction in the United States: Two Marxian Studies, amb Herbert Aptheker. Nova York: New Outlook Publishers, 1971.
- The Morning Breaks: The Trial of Angela Davis, Ithaca, NY: Cornell University Press, 1976.
- The Unfolding Drama: Studies in U.S. History, amb Herbert Aptheker. Nova York: International Publishers, 1979.
- Woman's Legacy: Essays on Race, Sex and Class in American History, Amherst, MA: University of Massachusetts Press, 1982.
- Tapestries of Life: Women's Work, Women's Consciousness and the Meaning of Daily Life, Amherst, MA: University of Massachusetts Press, 1989.
- Aptheker, Bettina. Intimate Politics: How I Grew Up Red, Fought for Free Speech, and Became a Feminist Rebel (en anglès).  Seal Press. ISBN 978-1-58005-160-6.

### Capítols de llibre i articles
- "Toni Cade Bambara: A Political Life of the Spirit," a Linda J. Holmes i Cheryl A. Wall, editores, Savoring the Salt: The Legacy of Toni Cade Bambara, Temple University Press, 2008. pp. 226–235.
- "Keeping the Communist Party Straight, 1940s-1980s," New Politics, estiu 2008, vol. XII, núm. 1, pp. 22–27.
- "Teaching about Anti-Semitism and the Legacy of Jewish Women." Women's Studies Quarterly, vol. 21, núm. 3/4, 1993, pp. 63–68. www.jstor.org/stable/40022007
- "Race and Class: Patriarchal Politics and Women's Experience." Women's Studies Quarterly, vol. 10, núm. 4, 1982, pp. 10–15. www.jstor.org/stable/40004177.
- "‘Strong Is What We Make Each Other’: Unlearning Racism within Women's Studies." Women's Studies Quarterly, vol. 9, núm. 4, 1981, pp. 13–16. www.jstor.org/stable/40003959.

## Premis i distincions
Aptheker va rebre el 2004 el "Premi a l'Excel·lència en Educació" pel capítol de Califòrnia de l'Organització Nacional per a les Dones. El 2012, va ser co-citada amb Karen Yamashita a la Càtedra Presidencial de la UC en Estudis Feministes Crítics de Raça i Ètnies; una posició oferida a membres distingits de la facultat de la universitat destinats a fomentar el desenvolupament de programes nous o interdisciplinaris. Va rebre el Premi d'Ensenyament d'Humanitats de John Dizikes de 2017 i el nomenament inaugural de la dotada Càtedra presidencial pels estudis feministes de la fundació Peggy i Jack Baskin.